# The Langham
Le Langham est un immeuble d'appartements de luxe, construit par le cabinet d'architectes Clinton & Russell en 1904-1907, situé au 135 Central Park West, dans l'Upper West Side de Manhattan, à New York. 

## Histoire
En 1902, la parcelle sur laquelle se trouve aujourd'hui The Langham appartient à la même famille, les Clark, qui possèdent déjà le prestigieux Dakota Building, ces deux propriétés ayant été acquises au début des années 1880. L'emplacement reste vacant jusqu'à ce que la famille Clark le vende, en 1902. À l’origine, la propriété ne peut être vendue qu’à la condition qu’on n’y élève pas de bâtiment dépassant la hauteur du Dakota, qui se dresse de l'autre côté de la 73e rue. Mais, finalement, cette condition n’est pas respectée car l’acte de vente de 1902 indique seulement une « restriction standard sur les écuries et les panneaux publicitaires ».
Le site est acheté par Abraham Boehm et Lewis Coon qui, en 1904, chargent les architectes Clinton et Russell de concevoir les plans pour un bâtiment de 2 millions de dollars. 

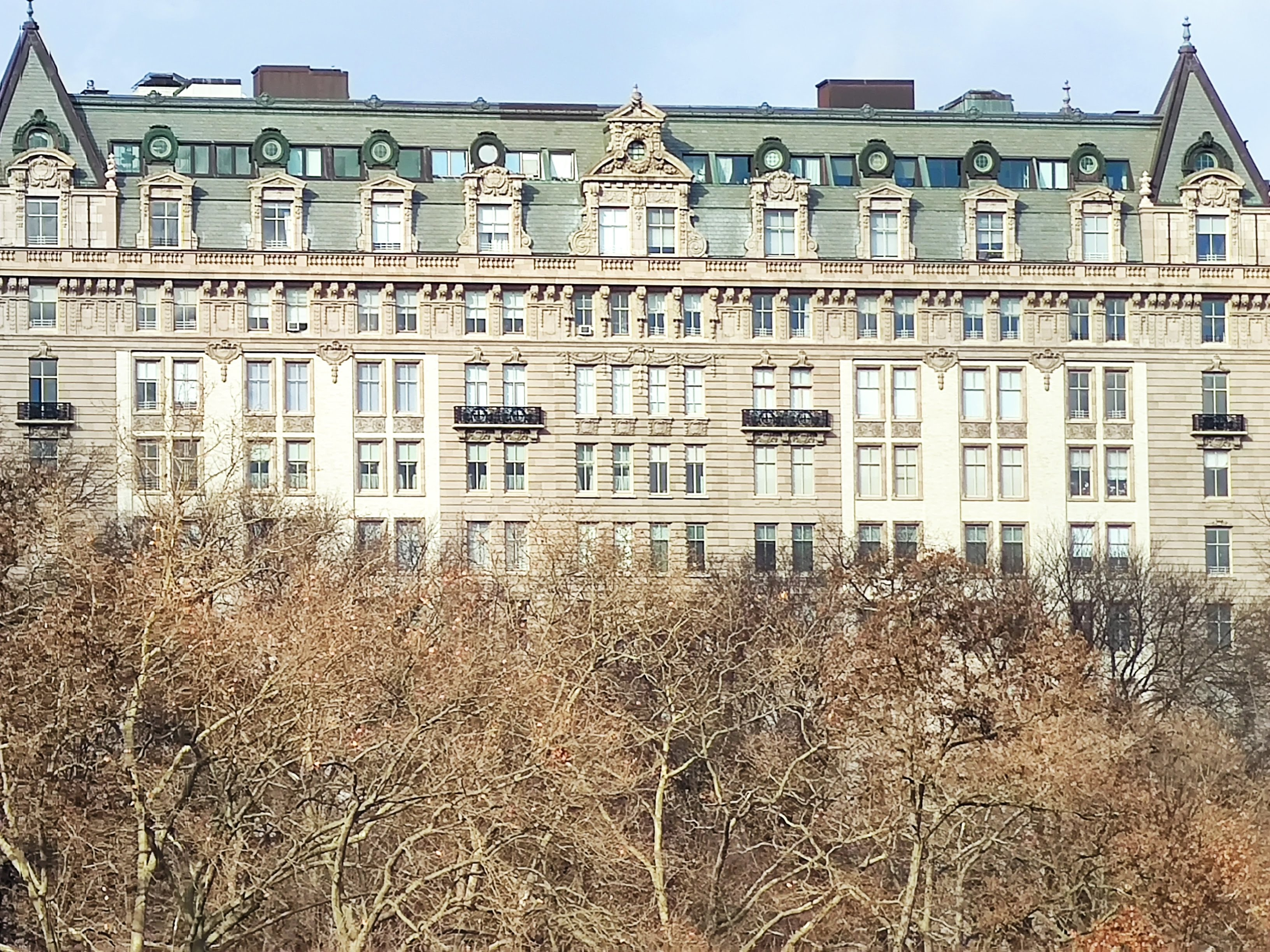
L'immeuble, vu de Central Park.

En septembre 1906, le Langham est entièrement achevé et ouvert à la location l'année suivante. Un reportage du New York Times fait alors l'éloge du bâtiment, notant parmi ses équipements modernes les appareils de réfrigération. 
Il est classé comme propriété contribuant au district historique de Central Park West lorsque le quartier est inscrit au registre national des lieux historiques des États-Unis le 9 novembre 1982 par le gouvernement fédéral. 
En 2006, le bâtiment est mis en vente à un prix estimé à 600 millions de dollars, selon le New York Sun. 
En 2015, l’appartement le moins cher se loue environ 10 000 dollars par mois.

## Architecture

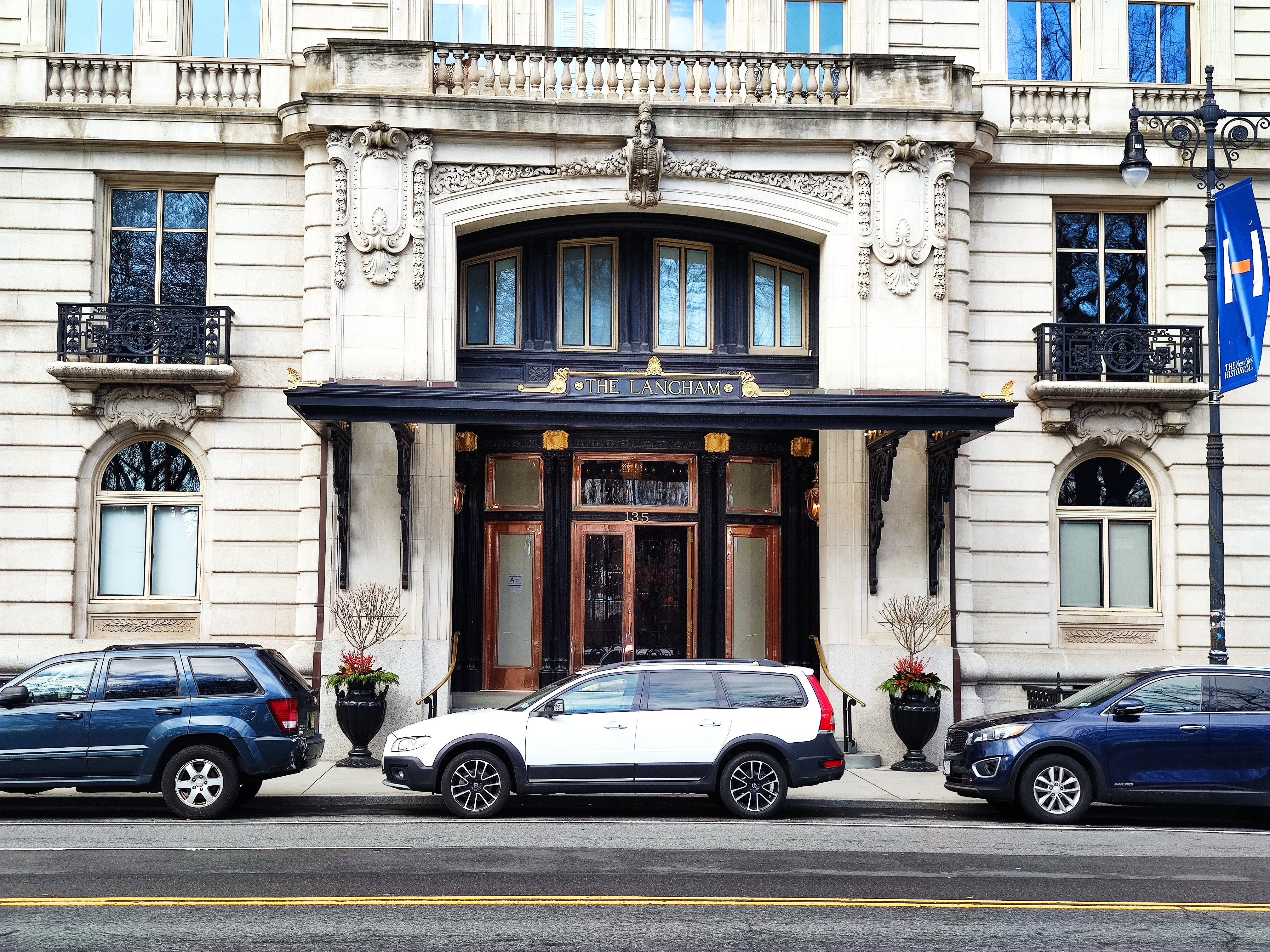
Entrée, vue de la rue.

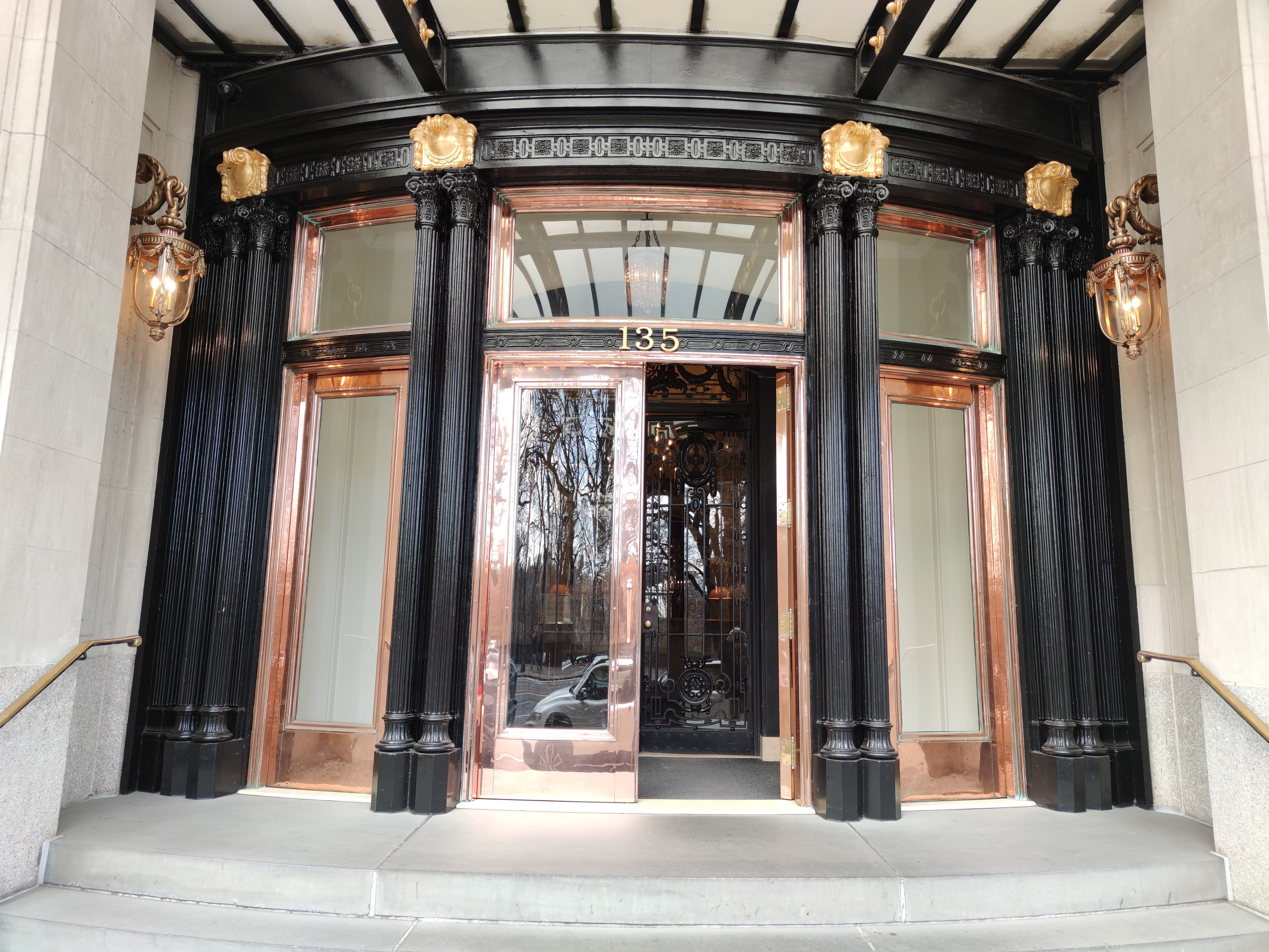
Entrée.

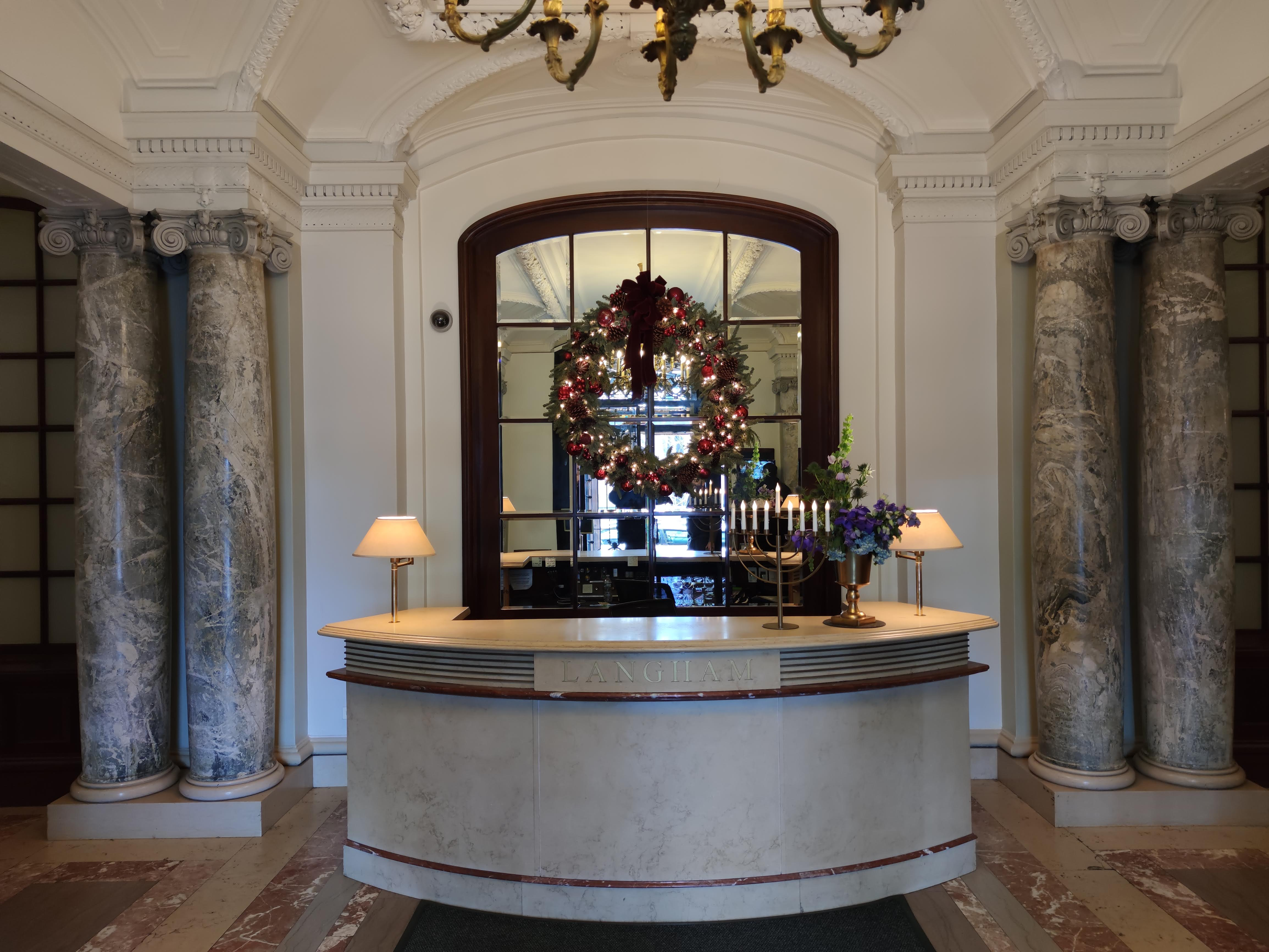
Vestibule.

Le bâtiment, conçu dans le style du Second Empire français, comporte à l’origine quatre appartements par étage. En 1908, il compte 46 appartements de 9 ou 10 pièces, qui se louent à partir de 4 500 dollars par mois. Chaque appartement est desservi par deux ascenseurs et deux monte-charges.
De nos jours, l'immeuble compte 64 appartements, de 2 à 8 pièces, dont les loyers s'échelonnent de 4 250 dollars à 60 000 dollars.
Le hall d'entrée, dans le style français, est destiné à impressionner le visiteur, avec ses colonnes ioniques en pierre de Caen et son sol de marbre. À l’origine, le plafond est décoré de plâtres ornés.

## Résidents
L’actrice Mia Farrow (née en 1945), ainsi que la chanteuse Carly Simon (née en 1943), ont habité dans l’immeuble. Dans les années 1950, on y aperçoit parfois l’actrice Marylin Monroe, venue rendre visite à son médecin.

## Le Langham au cinéma
- L’appartement de Mia Farrow apparaît dans le film Hannah et ses sœurs, film de Woody Allen datant de 1986[9].